# 特洛伊·吉伦沃特
特洛伊·阿基姆·吉伦沃特（1988年12月29日—）為美國男子籃球運動員，場上位置為大前锋。

## 早年
吉伦沃特出生於麻薩諸塞州波士顿。2007年2月吉伦沃特承諾就讀奧克拉荷馬州立大學，2007年6月吉伦沃特撤回就讀奧克拉荷馬州立大學的承諾，2007年8月吉伦沃特承諾就讀新墨西哥州立大學。吉伦沃特就讀新墨西哥州立大學三年，2011年投入NBA选秀，最終選擇退出，但錯過能重返NCAA的退出期限，無法繼續參加大學籃球。

## 職業生涯

### 歐洲
離開大學後吉伦沃特前往賽普勒斯效力阿波羅利馬索，最終球隊止步於半決賽，吉伦沃特留下場均16分、7籃板的表現。2012年3月25日，以色列球隊貝卡宣布引進吉伦沃特，雙方合約至賽季結束。吉伦沃特替貝卡出賽八場，場均貢獻14.6分。8月18日，俄羅斯球隊海參崴斯巴達克宣布與吉伦沃特簽約。吉伦沃特披海參崴斯巴達克的球衣繳出場均15.2分、5.9籃板、0.7助攻的表現。2013年9月吉伦沃特加盟土耳其球隊塞爾丘克大學。2014年4月29日，吉伦沃特於比賽中使用頭部撞擊對手巴里斯·居内伊，並於賽後在更衣室辱罵裁判。5月2日，吉伦沃特被土耳其籃球協會禁賽八場並罰款一萬土耳其里拉。吉伦沃特共代表塞爾丘克大學出賽26場，場均可挹注17.2分、5.2籃板。2017年3月2日，土耳其球隊艾斯基瑟希宣布與吉伦沃特簽約。

### 美洲
2015年5月18日，克布拉迪亞斯海盜與吉伦沃特達成協議。2016年4月11日，吉伦沃特加盟拉瓜伊拉海盜。吉伦沃特替拉瓜伊拉海盜出賽兩場，場均5分、3.5籃板。

### 韓國
吉伦沃特曾參加2013年韓國籃球聯賽（KBL）外籍球員選秀會但未獲得任何球隊青睞。
2014年7月24日，高陽獵戶座在KB外籍球員選秀會第二輪第三順位選走吉伦沃特，在第一輪第八順位則是挑走查爾斯·賈西亞。賽季中由於查爾斯·賈西亞讓人失望的表現，高陽獵戶座透過與首爾三星雷霆交易換回里奥·里昂斯，但里奥·里昂斯同樣繳出讓人失望的表現，吉伦沃特依舊擔任高陽獵戶座主力外籍球員，高陽獵戶座在季後賽首輪（季後六強）被昌原LG獵隼以2比3擊退而結束了賽季。吉伦沃特效力高陽獵戶座時期場均可挹注19.7分、5.9籃板、1.2助攻。
2015年7月22日，昌原LG獵隼在KBL外籍球員選秀會第一輪第八順位選走吉伦沃特。11月24日，吉伦沃特在對陣蔚山摩比斯太陽神的比賽結束後辱罵裁判被KBL財政委員會罰款200萬韓元。12月5日，吉伦沃特在對上首爾SK騎士的比賽中因不滿裁判的判決，向裁判做出數錢的動作。12月10日，吉伦沃特被KBL財政委員會罰款300萬韓元。12月26日，吉伦沃特在迎戰原州東部新世代的比賽中因五犯犯滿被驅逐出場，吉伦沃特不滿第五犯的判決而從板凳區朝球場上丟擲水瓶。12月29日，吉伦沃特被KBL財政委員會罰款600萬韓元。
2016年1月20日，吉伦沃特在對戰首爾三星雷霆的比賽中因五犯犯滿被驅逐出場，吉伦沃特不滿第五犯的判決對著裁判豎起大拇指，此舉被裁判認定是在嘲諷裁判，吉伦沃特因此領到技術犯規。1月21日，吉伦沃特被KBL財政委員會罰款200萬韓元，2015-16賽季吉伦沃特累計9次技術犯規，罰款超過1400萬韓元。1月22日，吉伦沃特在對上全州KCC宙斯盾的比賽第四節時將毛巾扔向正在進行拍攝的攝影機，導致轉播出現黑畫面事故。1月23日，吉伦沃特被KBL財政委員會禁賽兩場。2015-16賽季吉伦沃特出賽51場，場均26.2分、9.0籃板、1.7助攻，以場均26.2分拿下得分王頭銜，並入選年度最佳五人，昌原LG獵隼以第八名作收未晉級季後賽。6月3日，未與昌原LG獵隼完成續約的吉伦沃特，被KBL財政委員會以曾六次因違反運動道德行為被提交至KBL財政委員會為由，認定吉伦沃特沒有資格參加KBL外籍球員選秀會。
2017年5月18日，KBL財政委員會以吉伦沃特在B聯賽的違反運動道德行為為由，維持認定吉伦沃特沒有資格參加KBL外籍球員選秀會。2018-19賽季起KBL外籍球員制度改為自由球員制，吉伦沃特參加KBL不再受到限制。2019年12月5日，仁川東土大象宣布引進吉伦沃特頂替香农·肖特。

### 日本
2016年8月14日，B1聯賽東京電擊宣布與吉伦沃特達成2016-17賽季協議。12月16日，吉伦沃特在對陣Levanga北海道的比賽第三節時持續向裁判抗議而領到兩張技術犯規。12月21日，吉伦沃特被B聯賽禁賽兩場並罰款十萬日元。2017年1月29日，吉伦沃特在對陣三河海馬的比賽第四節時在球場上吐口水而領到技術犯規。1月31日，吉伦沃特被B聯賽禁賽四場並罰款二十萬日元，東京電擊以多次擾亂球隊的秩序和道德且無意改善為由終止與吉伦沃特的合約，吉伦沃特留下出賽26場，場均17.2分的數據。

### 菲律賓
2016年夏天吉伦沃特披Mighty Sports球衣代表菲律賓參加威廉瓊斯盃籃球賽。2018年3月20日，菲律賓籃球協會（PBA）生力啤酒人引進吉伦沃特參加PBA委員盃。5月13日，吉伦沃特在對陣伊拉斯圖雨晴的比賽中撞倒裁判。吉伦沃特被PBA罰款兩萬菲律賓披索，並被生力啤酒人開除，由雷纳尔多·巴尔克曼頂替，吉伦沃特代表生力啤酒人出賽兩場，場均攻下15分、8.5籃板、1.5助攻。

### 中國大陸

#### CBA
2020年12月底吉伦沃特抵達中國大陸進行隔離。2021年1月25日，吉伦沃特完成14+7+7隔離，與中国男子篮球职业联赛（CBA）山东西王會合，山东西王向CBA完成註冊吉伦沃特。1月26日，山东西王宣布吉伦沃特加盟球隊。12月21日，山东高速向CBA完成註冊吉伦沃特。2022年10月5日，山东高速向CBA完成註冊吉伦沃特。2023年8月18日，山东高速宣布與吉伦沃特續約。10月20日，山东高速向CBA完成註冊吉伦沃特。吉伦沃特效力山东队四個賽季，總計代表山东队出賽128場例行賽，場均上場22.1分鐘，可挹注21.6分、6.9籃板、1.1助攻。
2024年10月3日，吉伦沃特加盟广东宏远。3月9日，广东宏远取消註冊吉伦沃特，註冊基安德·库克。3月11日，广东宏远註冊吉伦沃特，取消註冊达里厄斯·贝兹利。3月16日，广东宏远取消註冊吉伦沃特，註冊达里厄斯·贝兹利。

#### NBL
2017年夏天吉伦沃特率領陕西信达奪下全国男子篮球联赛（NBL）总冠军並獲選NBL总决赛MVP，2018年夏天吉伦沃特再次率領陕西信达奪冠以及拿下总决赛MVP。
2024年7月31日，NBL安徽文一宣布簽下吉伦沃特頂替托米斯拉夫·祖布契奇。

## 外部連結
- 特洛伊·吉伦沃特在fiba.basketball（英语）
- 特洛伊·吉伦沃特在TBLStat.net（英语）
- 特洛伊·吉伦沃特在中国男子篮球职业联赛官網
- 特洛伊·吉伦沃特在B.LEAGUE官網（日语）
- 特洛伊·吉伦沃特在韓國籃球聯賽官網（英语）
- 特洛伊·吉伦沃特在Basketball-Reference.com（國際）（英语）
- 特洛伊·吉伦沃特在Sports-Reference.com（NCAA）（英语）
- 特洛伊·吉伦沃特在Eurobasket.com（球員）（英语）
- 特洛伊·吉伦沃特在Proballers（英语）
- 特洛伊·吉伦沃特在RealGM（英语）
- 特洛伊·吉伦沃特在中国篮球数据库
- 特洛伊·吉伦沃特在Flashscore（英语）